# ولی فالز کمپانی

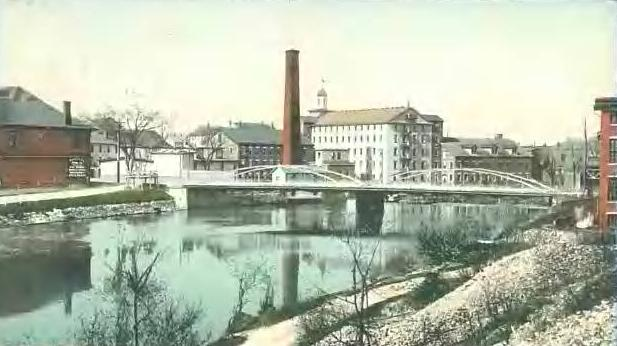
کارخانه مرکزی ولی فالز کمپانی، در ولی فالز، رود آیلند

ولی فالز کمپانی (به انگلیسی: Valley Falls Company) شرکت نساجی آمریکایی بود که در سال ۱۸۳۹ توسط ویلیام چیس، در شهر ولی فالز، رود آیلند تأسیس شد. چیس با مشارکت دو پسرش به نام‌های ساموئل و هارولی، اقدام به توسعه شرکت نساجی خود نمود.
تا سال ۱۸۹۵ کمپانی ولی فالز، با خریداری کارخانه‌هایی چون: البیون میلز، تار-کیلن فکتوری، منویل میلز (در رود آیلند) و کارخانه کتان موداس (در کنتیکت)، به یکی از بزرگترین کارخانجات نساجی آمریکا تبدیل شده بود.
ولی فالز کمپانی در سال ۱۹۲۹ با برکشر کاتن میلز ادغام شد که درپی آن شرکت برکشر تأسیس گردید.